# Delphinium carduchorum
Delphinium carduchorum är en ranunkelväxtart som beskrevs av Chowdh. och P. H. Davis. Delphinium carduchorum ingår i släktet storriddarsporrar, och familjen ranunkelväxter. Inga underarter finns listade i Catalogue of Life.